# Cathedral Rock
Pour le parc national d'Australie, voir Parc national de Cathedral Rock.
Cathedral Rock est une butte située près de Sedona, en Arizona aux États-Unis, au sein d'une formation surnommée « roches rouges de Sedona ». Son point le plus élevé culmine à 1 513 mètres d'altitude dans la forêt nationale de Coconino, dans le comté de Yavapai. Il s'agit de l'un des sites les plus photographiés de l'Arizona.

## Toponymie
Cathedral Rock était appelé Court House Rock sur certaines des premières cartes publiées, et Courthouse Butte était appelé Church House Rock, ce qui a entraîné de nombreuses confusions depuis lors.

## Géologie
Géologiquement, le site remonte au Permien, lorsque les formations de grès rougeâtre ont été formées par d'anciennes dunes de sable se trouvant autrefois sur les côtes de l'ancienne mer Pedregosa.

## Randonnée
Le Cathedral Rock trail est un court et populaire sentier, qui monte jusqu'aux brèches de Cathedral Rock.

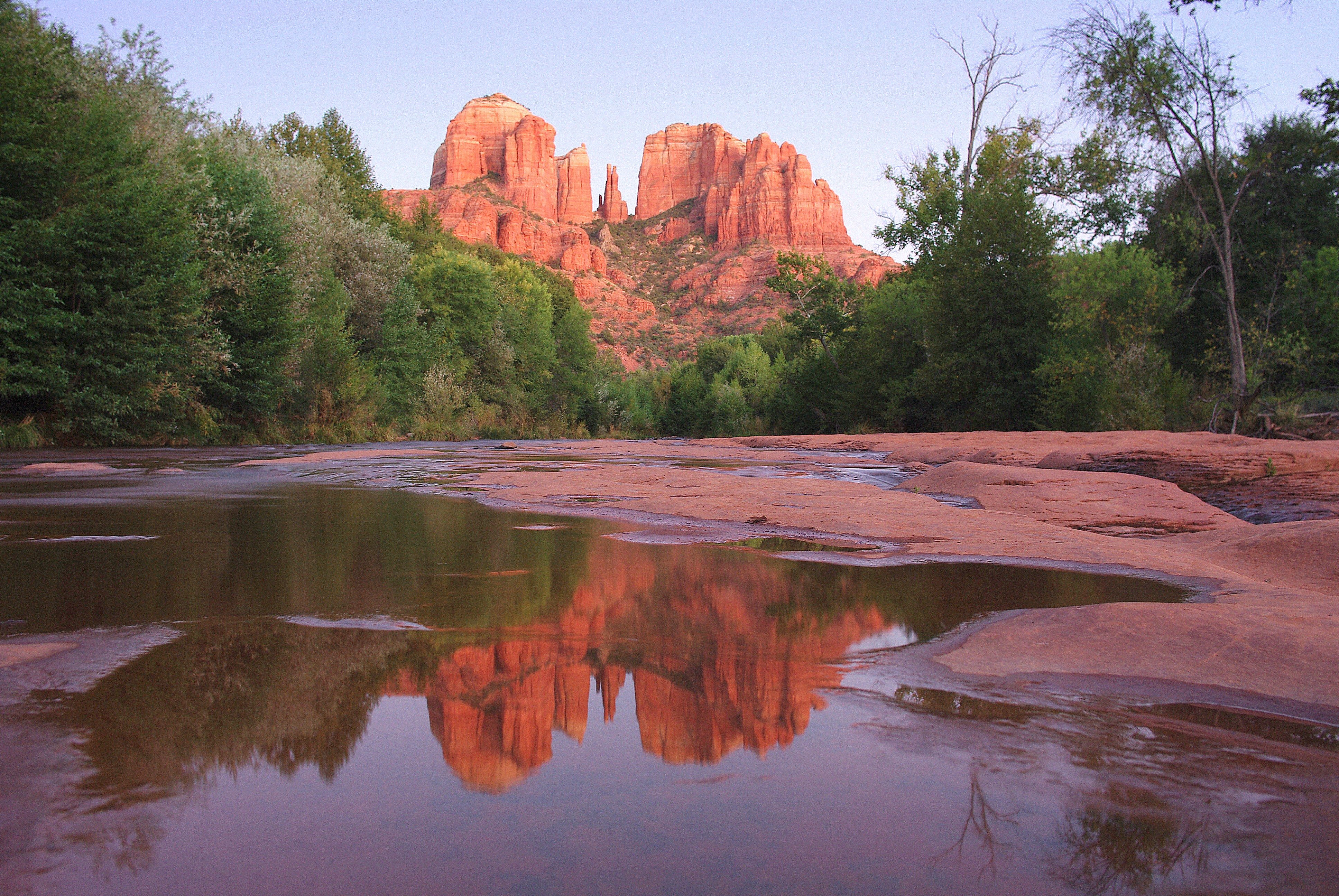
Cathedral Rock : Red Rock Crossing.
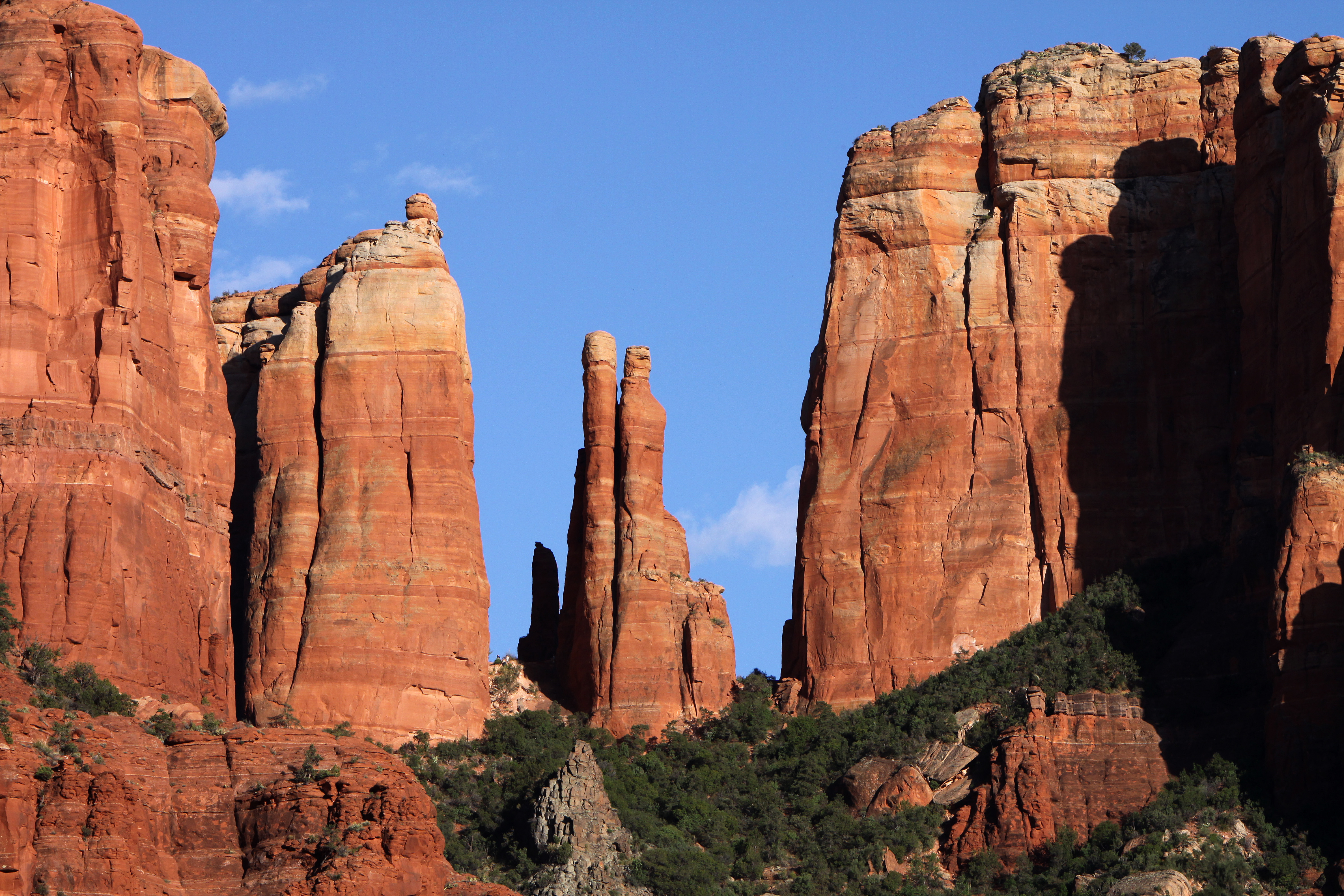
Cathedral Rock Trail.
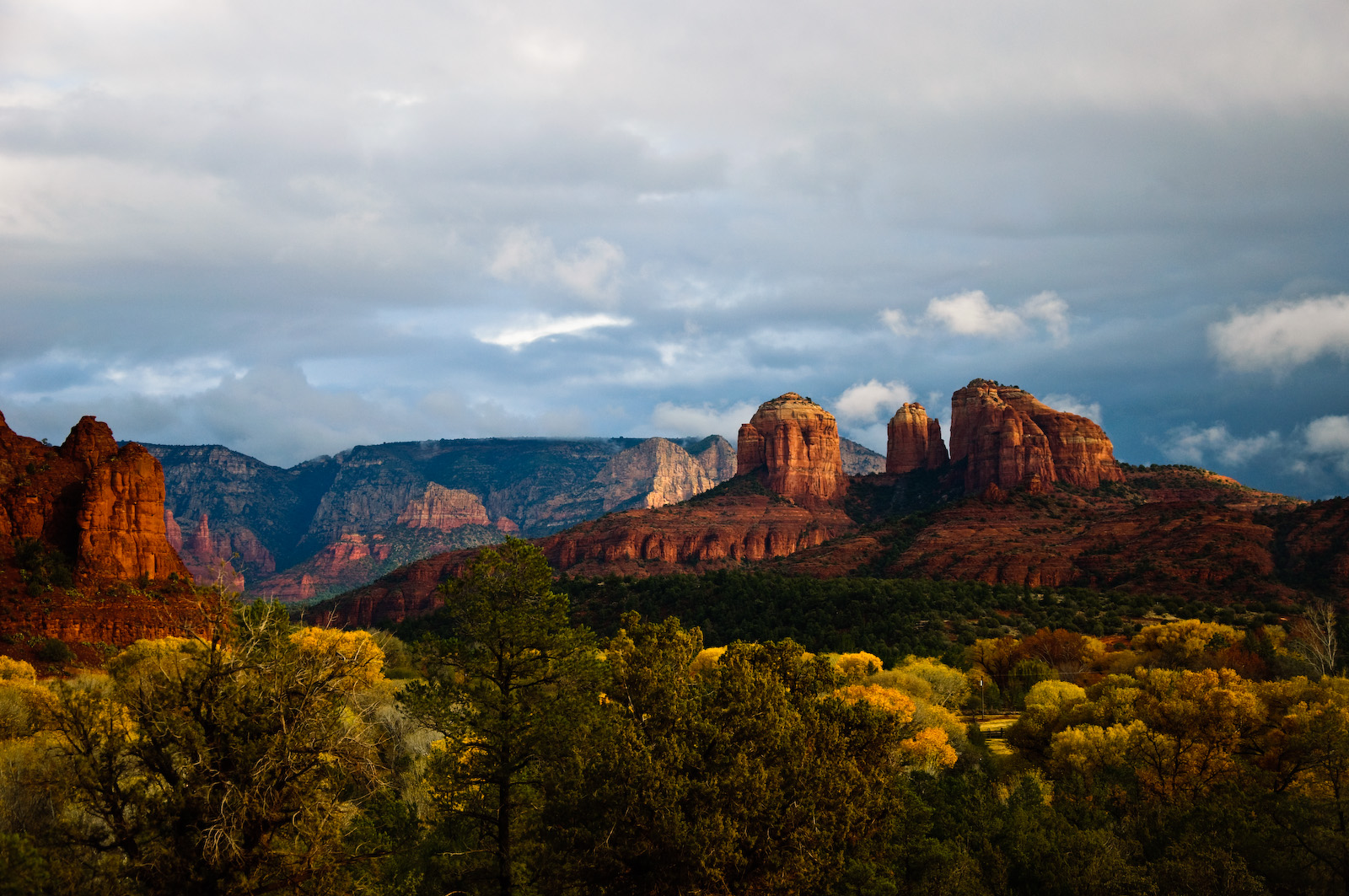
Red Rock State Park.